# Köllő Béla
Köllő Béla, eredeti neve Friedmann Béla (Gyergyószentmiklós, 1929. február 5. – Kolozsvár, 1985. január 18.) romániai magyar színész, rendező, a Szatmárnémeti Északi Színház Harag György Társulatának örökös tagja.

## Élete és pályafutása
Mellettünk még sokan műkedvelősködtek, csak abban az időben a főiskolára való szelektálás másképp történt. Évente megtartották az országos tehetségkutatást és abból a műkedvelő tömegből a felére csökkentünk, majd a főiskolának arról az évfolyamáról, amelyből végül megalakult a szatmári színház, csak tizennyolcan kerültünk ki.
Színművészi pályáját már kollégista korában elkezdi a Tolnai Lajos Kör nevű műkedvelő mozgalomban, Erdős Irma és Csorba András társaságában. Kimagasló tehetsége egy diákelőadáson tűnt fel, így már 1948-ban Tompa Miklós Székely Színházában tevékenykedett. Főiskolai tanulmányait 1949 és 1953 között végezte a kolozsvári Szentgyörgyi István Színművészeti Intézetben, majd évfolyamtársaival (Csíky András, Ács Alajos, Török István, Vándor András, Elekes Emma, Soós Angéla, Nyíredi Piroska, Nagy Iza) társulatot alapított Nagybányán. 1953–1969 -ben a szatmárnémeti társulat tagja volt. 1969-től Sepsiszentgyörgyön játszott 1972-ig, majd Kolozsvárra költözött. 1985-ben bekövetkezett haláláig a Kolozsvári Állami Magyar Színházban játszott.
1954-ben Harag György kezdeményezésére a Friedmann vezetéknevet anyja családnevére, Köllőre cseréli le.
Köllő Béla sokoldalú színész volt. Legjobb teljesítményeit vígjátéki figurák és intrikusok megtestesítőjeként nyújtotta. Színészi munkássága mellett kabaréműsorokat rendezett és konferált, verseket mondott, filmekben szerepelt.

## Szerepek

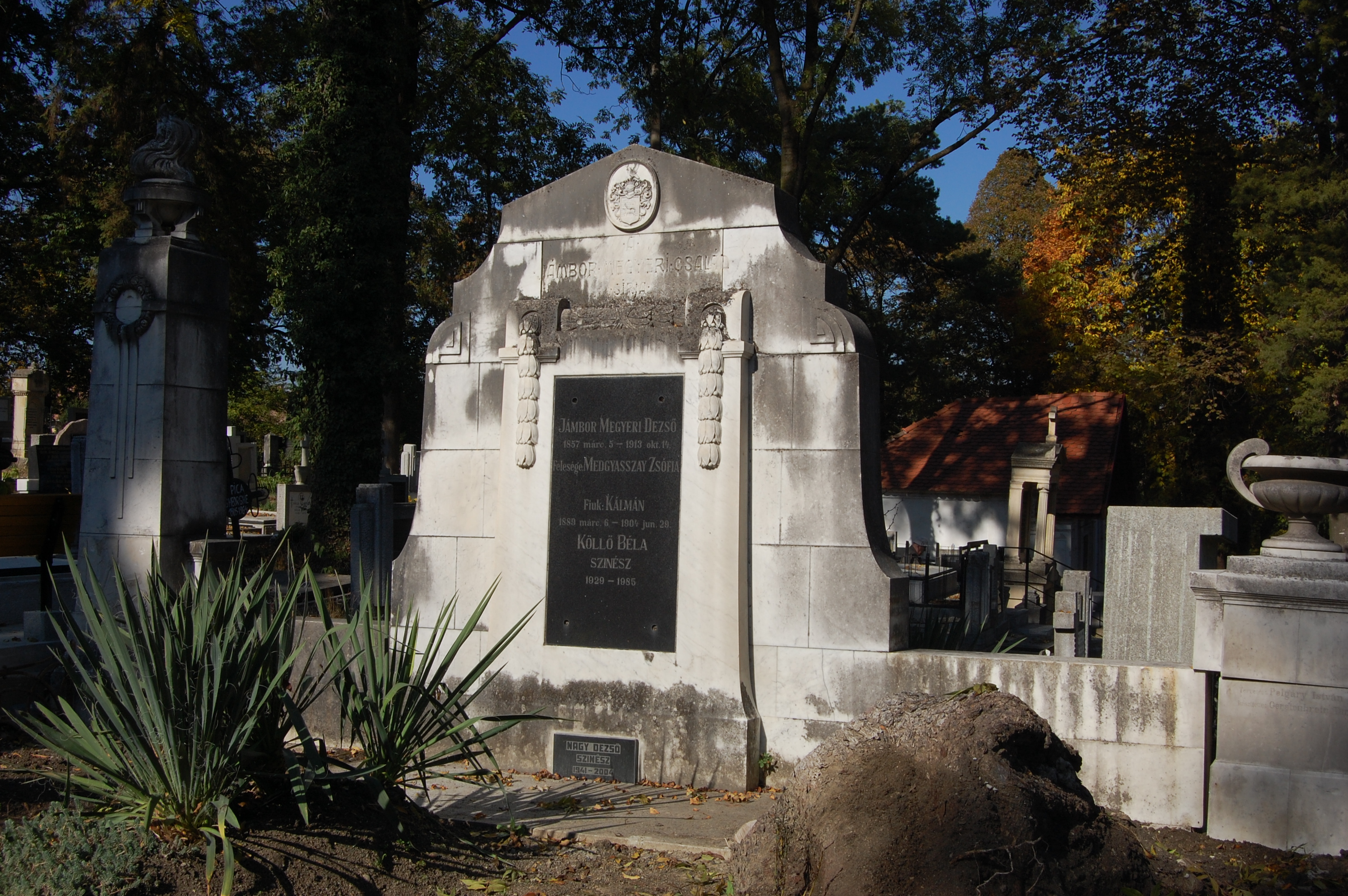
Köllő Béla közös sírja Nagy Dezső színésztársával

A Színházi adattárban regisztrált bemutatóinak száma: 70.;
- Ferdenyakú (Makszim Gorkij: Éjjeli menedékhely)
- Fülöp (Friedrich Dürrenmatt: János király)
- Polonius (Shakespeare: Hamlet, dán királyfi)
- Ligurio (Machiavelli: Mandragóra)
- Kurrah (Vörösmarty Mihály: Csongor és Tünde)
- Balogh (Barta Lajos: Zsuzsi)
- Holly Sebestyén (Németh László: Papucshős)
- Tigris Brown (Bertolt Brecht: Koldusopera)
- Dorn (Csehov: Sirály)
- Sganarelle (Molière: Don Juan)
- Hernando (Lope de Vega: Dacból terem a szerelem)